# Alain Ménil
Alain Ménil est un philosophe français, écrivain et professeur de philosophie et d'études théâtrales né le 11 décembre 1958 à Fort-de-France (Martinique) et mort le 5 juin 2012 à Paris.

## Biographie
Alain Ménil est le fils de l'avocat martiniquais Emmanuel Ménil et de Geneviève Ménil, ancienne secrétaire générale de la CGTM-Éducation. Son grand-oncle est René Ménil, philosophe, écrivain, ami et collaborateur d'Aimé Césaire, l'un des fondateurs du Parti communiste martiniquais.
Ancien élève de l'École normale supérieure (promotion 1978), agrégé de philosophie, Alain Ménil est l'auteur de plusieurs essais et d'une grande somme d'articles. Il enseigne la philosophie en classes préparatoires au lycée Claude Monet à Paris, de 1993 à 2010 ; puis au lycée Condorcet, de 2010 à 2012. 
Il fut le compagnon du chorégraphe Alain Buffard.

## Parcours philosophique
Les recherches d'Alain Ménil portent sur divers objets : le théâtre et le cinéma ; l'épidémie du sida et les débats qui l'entourent ; l'œuvre d'Édouard Glissant.
Alain Ménil publie d'abord L'écran du temps, un livre écrit à partir de sa thèse de philosophie et influencé par Gilles Deleuze. S'ensuivent divers articles pour la revue Cinématographe de 1982 à 1986. Pour la maison d'édition Pocket, il édite les écrits sur le théâtre de Denis Diderot, en deux tomes : « Le drame » (premier tome) qui réunit les Entretiens sur le fils naturel et le Discours sur la poésie dramatique ; « L'acteur » (second tome) qui réunit le Paradoxe sur le comédien et les Lettres à Mademoiselle Jodin. Il s'agit d'une édition savante qui comporte notamment un précieux texte de Rémond de Sainte-Albine qui n'avait pas été réédité en France depuis 1825.
Un essai intitulé Diderot et le drame. Théâtre et politique synthétise ses recherches sur le sujet.
En 1997, Alain Ménil signe Sain[t]s et saufs. Sida : une épidémie de l'interprétation. Ce livre dissèque « avec acuité presque toutes les idées fausses que nous nous sommes faites sur le sida, depuis les métaphores malencontreuses (sida-« fléau », « sida-« Tchernobyl », ou encore « sida-holocauste »), jusqu'aux rapprochements séduisants, mais trompeurs et larmoyants, entre le sida et les arts. « Pourquoi n'y a-t-il pas de cancerart, comme il y a un sidart ? », se demande Alain Ménil. De même, il interroge ce qu'il y a d'aveugle jusqu'à la haine de soi, dans l'idée que nous serions « tous » responsables du sida, et dans la campagne condamnant l'usage des préservatifs, que certains philosophes, aussi véhéments que le Pape, auront à leur tour enfourchée. Dans ce tourbillon de folie, de frivolité et de banalités qui fait rage autour du sida et face à l'incompétence tragique des politiques de santé publique et des discours officieux, résonne ici la voix de la raison, solitaire et peut-être unique » (Edmund White).
Enfin, il publie Les voies de la créolisation. Essai sur Edouard Glissant,  un livre qui analyse les essais d'Édouard Glissant depuis Soleil de la conscience (1955) jusqu'à L'Imaginaire des langues (2010). Dans cet ouvrage qui s'inscrit dans le champ des post-colonial studies, Alain Ménil porte une attention particulière au concept de « créolisation » et à l'« identité antillaise », tout en revenant sur sa propre biographie.
Alain Ménil est également membre du comité de rédaction de la revue Dérades et collaborateur de Chemins critiques (Haïti).

## Œuvres

### Livres
- L'écran du temps, Presses universitaires de Lyon, 1991
- Diderot et le théâtre : Le drame (premier volume) et L'acteur (second volume), Pocket, Agora, 1995
- Diderot et le drame. Théâtre et politique, PUF, 1995
- Sain[t]s et Saufs. Sida : une épidémie de l'interprétation, Les Belles Lettres, 1997
- Les voies de la créolisation. Essai sur Édouard Glissant, De l'incidence éditeur, 2011

### Articles
- « "Rue Cases-Nègres" ou les Antilles de l'intérieur », Présence Africaine, no 129, 1984
- «... Le temps s'évapore... », Chemins critiques, 1990
- « Retour au Latino bar », Revue Tanyaba, 1993
- « Le monologue en gros plan », Alternatives théâtrales, no 45, juin 1994
- « Deleuze et le "bergsonisme du cinéma" », Philosophie, no 47, Les Editions de Minuit, septembre 1995
- « L'image-temps : une figure de l'immanence ? », Iris, Revue de théorie de l'image et du son, Les Éditions de Minuit, no 23, 1995
- « Le sida sans détour ni transcendance : critique de l'interprétation et de ses grands prêtres », Les Temps Modernes, no 588, juin-juillet 1996
- « Notes pour un traité des concessions peu reluisantes », Vacarme, no 3, été 1997
- « Famille, je vous aime - Chronique des compromissions peu reluisantes », Vacarme, no 4-5, automne 1997
- « Allegro barbaro - Chroniques des concessions peu reluisantes », Vacarme, no 6, hiver 1998
- « Rire pour ne pas voir », Vacarme, no 7, hiver 1999
- " Mesure pour mesure : théâtre et cinéma chez Jacques Rivette", Études cinématographiques, no 63, 1998
- « Réflexions sur une "erreur séduisante" : La Religieuse de Rivette ? », Eighteenth-Century Life, 2001
- « De théâtre en cinéma : passions chassées-croisées ? », Trafic, no 50, 2004
- « Entre utopie et hérésie – Quelques remarques à propos de la notion d'essai » dans L'Essai et le cinéma, sous la direction de Suzanne Liandrat-Guigues et Murielle Gagnebin, Éditions Champ Vallon, Collection « L'Or d'Atalante », 2004
- « Alain Buffard - To be moved - Entretien avec Alain Ménil », Outre scène, no 11, juin 2008
- « La créolisation, un nouveau paradigme pour penser l'identité ? », Rue Descartes, no 66, 2009/4
- « L'Image artiste » dans Gilles Deleuze et les images, sous la direction de François Dosse et Jean-Michel Frodon, Éditions des Cahiers du cinéma, 2008
- « La créolisation à l'épreuve du métissage » dans Une journée avec Edouard Glissant, publié par l'Association lacanienne internationale, 2009
- « Vivre-avec » ou les plissements de l'existence », Cahiers philosophiques, no 125, 2e trimestre 2011
- « Revival de l'exotisme ? À propos de l'exposition "Denise Colomb aux Antilles" », Les Temps Modernes, no 662-663, 2011
- « La pensée de Glissant demande à être lue avec patience », entretien de Boniface Mongo-Mboussa avec Alain Ménil, no 87, Africultures, 2012

## Sur Alain Ménil
- Pierre Lauret, « Alain Ménil (1958-2012). Hommage », Les Cahiers philosophiques, no 138, 3ème trimestre 2014, p.103-107
- Yves Chemla, « Glissant philosophe », Cultures Sud, 2011
- Pierre Lauret, « Ménil, Alain », L'Archicube, no 15b,‎ février 2014, p. 239-241 (lire en ligne).